# Імам аль-Мансур Алі I
Алі I аль-Мансур (араб. المنصور علي بن عباس; 1738 — 25 жовтня 1809) — імам Ємену, який правив у 1775—1809 роках. Він належав до сім'ї Касимідів, що бере своє коріння від пророка Магомета, і члени цієї сім'ї домінували в зейдитському імаматі в 1597—1962 роках.

## Початок правління

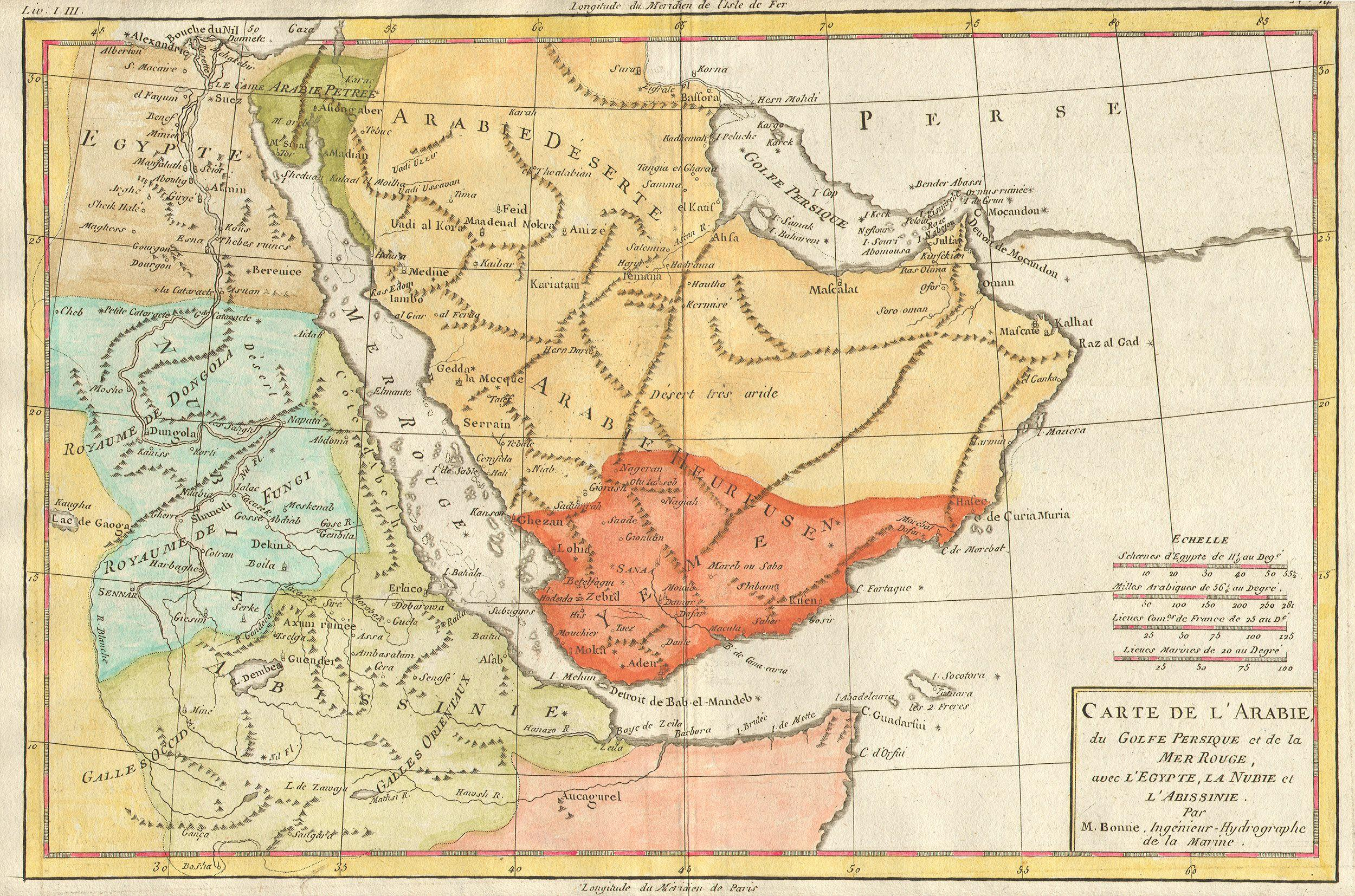
Карта Аравії видання близько 1780 року.

Алі бен Аббас був одним з близько 20 синів імама Аббаса аль-Магді, який помер 1775 року. Під час правління свого батька він був губернатором в Санаа. Алі очолював ряд успішних військових експедицій проти воюючих, непримиренних племен. Після смерті батька він успішно затверджений на імамат, прийнявши ім'я аль-Мансур Алі. Його перші двадцять років при владі були відзначені періодичними дрібними війнами з непокірними племенами. Зокрема Сеїд по імені Ібн Ісхак (пом. 1805) з 1781 по 1785 роки очолив повстання з претензією на імамат, маючи підтримку від людей племені Архаб (англ. Arhab). Аль-Мансуру Алі I вдалося впоратися з цими кризами.

## Рух ваххабітів
Події в інших частинах Аравії призвели до важких втрат для зейдитська держави після 1800 року. Релігійний рух ваххабітів швидко розвивалося в Хіджазі. Напів-незалежний правитель Абу-Аріш в Тіхамі, Шаріф Хамуд (пом. 1818), був атакований в 1803 році про-ваххабітським начальником Верхнього Асіра, носившим ім'я Абу Нукта. Зазнавши поразки в битві, Шаріф Хамуд підкорився ваххабітам. Будучи їх васалом, він взяв на себе зобов'язання розірвати відносини з аль-Мансур Алі I. Протягом наступних трьох років він завоював Тіхаму, яка була в підпорядкуванні і імама, в той час як Абу Нукта здійснював рейди на територію ще лояльну до держави зейдитів. Аль-Мансур Алі I підготував експедицію в Тіхаму в 1806 році, але так і не почав її. Це вказує на слабкість зейдитського імамату в цей час. Шаріф Хамуд, однак, посварився з ваххабітським режимом в 1808 році, а наступного року він убив Абу Нукта під час нападі.

## Кінець правління
Характер аль-Мансур Алі I обговорюється серед літописців. Відомий релігійний вчений Мухаммед аш-Шоукані, який був його великим каді, писав сприятливо про нього, в той час як інші тексти стверджують, що аль-Мансур Алі I залишив управління своїм міністрам і зайнявся будівельною діяльністю і розпустою. З іншого боку, він вважався сміливим, щедрим і гостинним. До початку XIX століття його здібності стали здавати, і виникли інтриги при дворі в той час, як хаос панував на його землі. Візир Хасан аль-Улуф, який тримав реальну владу у Сані, був заарештований Ахмадом, сином постарілого імама аль-Мансур Алі I. Ахмед взяв на себе управління в 1808 році. Йому вдалося заспокоїти незадоволених одноплемінників, які здійснювали набіги на околиці Санаа. Коли в наступному 1809 помер аль-Мансур Алі I, його син став правителем під ім'ям Ахмад аль-Мутаваккіль.